# Karl von Pfeufer

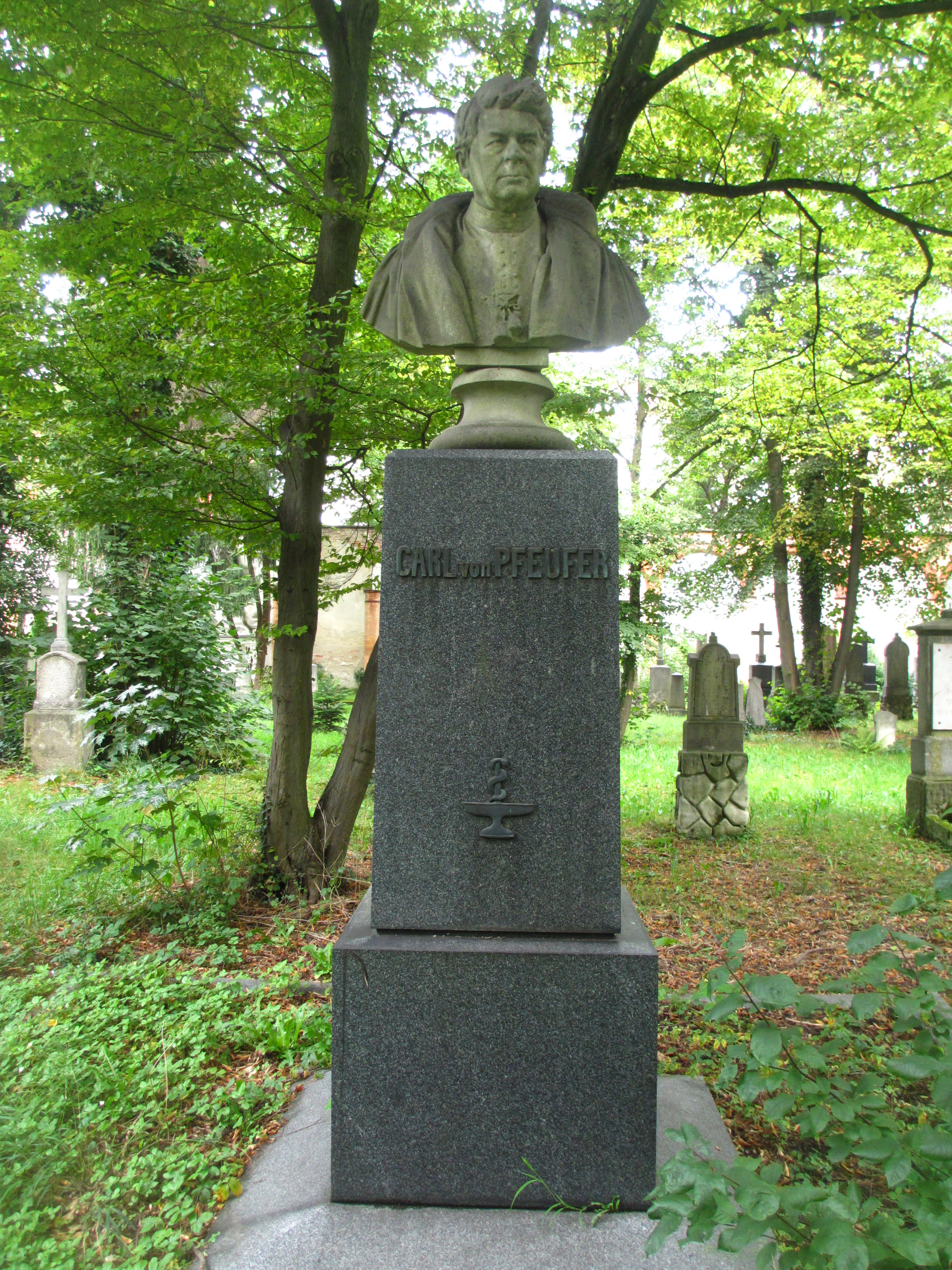
Marmorbüste auf dem Grab von Karl von Pfeufer von Anton Hess auf dem Alten Südlichen Friedhof in München

Karl Sebastian von Pfeufer, auch Carl Sebastian von Pfeufer, vor 1855 Karl Pfeufer bzw. Carl Pfeufer (* 22. Dezember 1806 in Bamberg; † 13. September 1869 in Pertisau am Achensee), war ein deutscher Mediziner und Hochschullehrer in Zürich und München. Er war mit Jakob Henle Begründer der rationellen Heilkunde und ab 1844 Herausgeber der Zeitschrift für rationelle Medicin.

## Leben
Karl von Pfeufer war ein Sohn des Arztes Christian Pfeufer und Halbbruder des bayerischen Innenministers Sigmund von Pfeufer. Er studierte ab 1824 Medizin in Erlangen und Würzburg, wo er 1831 mit der Arbeit Beiträge zur Geschichte des Petechialtyphus promoviert wurde. Er war Assistent bei Johann Lukas Schönlein (1830/1831 an der Medizinischen Klinik in Würzburg, anschließend in Zürich) und übte dann eine praktisch ärztliche Tätigkeit in München aus.
Als 1836 in Mittenwald die erste Cholera-Epidemie in Bayern auftrat, wurde Dr. Karl Pfeufer von der Bayerischen Staatsregierung als ärztlicher Regierungskommissar nach Mittenwald beordert, um die Ursachen des Ausbruchs der Seuche zu erforschen und Maßnahmen zu ihrer Eindämmung durchzuführen.
Im Jahr 1839 wurde er als Nachfolger Schönleins zum Professor der Medizin und Direktor der Medizinischen Klinik nach Zürich berufen und trat diese Stellung 1840 an. Zusammen mit seinem Freund Jakob Henle begründete er 1844 die bis 1869 erschienene Zeitschrift für rationelle Medicin. Gemeinsam stellten sie sich die Aufgabe, physiologische und pathologische Tatsachen auf physikalische und chemische Prozesse zurückzuführen.
1844 wurde Pfeufer als Professor der Arzneimittellehre in Heidelberg Nachfolger von Theodor Bischoff (1807–1882). 1848 war er Mitglied des Vorparlaments. 1852 ging er als Leiter der Zweiten Klinik nach München. Nach einer weiteren Cholera-Epidemie 1854 in München setzte sich Pfeufer für einen Lehrstuhl für Hygiene an der Universität München ein. Dieser wurde dann mit Max von Pettenkofer besetzt. Im Jahr 1858 wurde er zum Mitglied der Leopoldina gewählt.
Durch Verleihung des Verdienstordens der Bayerischen Krone, erhielt er 1855 den persönlichen Adelstitel.

## Grabstätte
Die Grabstätte Karl von Pfeufers befindet sich auf dem Alten Südlichen Friedhof in München (Gräberfeld 34 – Reihe 1 – Platz 13/16) Standort. Das Grabmal mit der Steinbüste stammt von Anton Heinrich Hess.

## Familienmitglieder
Der bayerische Jurist, Staatsbeamte und Innenminister Sigmund Heinrich von Pfeufer (1824–1894) war sein jüngerer Halbbruder.